# Arequipa (provincie)
| Arequipa                                                 | Arequipa                        |
| -------------------------------------------------------- | ------------------------------- |
| Harta localizării provinciei în cadrul regiunii Arequipa |                                 |
| Informații generale                                      |                                 |
| Țară                                                     | Peru                            |
| Regiune                                                  | Arequipa                        |
| Fondare                                                  | 1540                            |
| - Capitală                                               | Arequipa                        |
| - Suprafață totală                                       | 9 682,02 km2                    |
| - Districte                                              |                                 |
| Populație                                                |                                 |
| An recensământ                                           | 2002                            |
| - Totală                                                 | 830 034                         |
| - Densitate                                              | 86/km2                          |
| Fus orar                                                 | UTC-5                           |
| Sit web                                                  | http://www.muniarequipa.gob.pe/ |
| UBIGEO                                                   | 0401                            |
| Modifică text                                            |                                 |

Arequipa este o provincie în regiunea Arequipa din Peru. Capitala este orașul Arequipa. Se învecinează cu provinciile Islay, Camaná, Caylloma, Cusco  și Puno.

## Diviziune teritorială
Provincia este divizată în douăzeci și nouă districte (spaniolă: distritos, singular: distrito):
| - Alto Selva Alegre - Arequipa - Cayma - Cerro Colorado - Characato - Chiguata - Jacobo Hunter - José Luis Bustamante - La Joya - Mariano Melgar | - Miraflores - Mollebaya - Paucarpata - Pocsi - Polobaya - Quequeña - Sabandía - Sachaca - San Juan de Siguas - San Juan de Tarucani | - Santa Isabel de Siguas - Santa Rita de Siguas - Socobaya - Tiabaya - Uchumayo - Vitor - Yanahuara - Yarabamba - Yura |

## Grupuri etnice
Provincia este locuită de către urmași ai populației quechua și aymara. Limba spaniolă este limba care a fost învățată de către majoritatea populației (procent de 85,67%%) în copilărie, 12,35 % dintre locuitori au vorbit pentru prima dată quechua, iar 1,64% au folosit limba aymara (Recensământul peruan din 2007)